# BBDO
BBDO är en global reklambyrå med huvudkontor i New York. BBDO grundades 1891 som Batten Company och blev efter sammanslagning med BDO (Barton, Durstine & Osborn) år 1928 BBDO. BBDO har en rad kända företag bland sina kunder: PepsiCo, Skanska, FedEx, General Electric, Gillette, Procter & Gamble och Johnson & Johnson är några av dem.